# Norbert Ehring
| 14632 Flensburg  | 11 novembre 1998 |
| 14965 Bonk       | 24 maggio 1997   |
| 15918 Thereluzia | 27 ottobre 1997  |
| 58679 Brenig     | 1º gennaio 1998  |
| 192686 Aljuroma  | 15 ottobre 1999  |

Norbert Ehring (Flensburgo, ...) è un astronomo tedesco.
Il Minor Planet Center gli accredita la scoperta di cinque asteroidi, effettuate tra il 1997 e il 1999.